# Biron (Wisconsin)
Biron es una villa ubicada en el condado de Wood en el estado estadounidense de Wisconsin. En el Censo de 2010 tenía una población de 839 habitantes y una densidad poblacional de 50,62 personas por km². Está situada sobre el curso medio del río Wisconsin. 

## Geografía
Biron se encuentra ubicada en las coordenadas 44°25′42″N 89°45′57″O / 44.42833, -89.76583. Según la Oficina del Censo de los Estados Unidos, Biron tiene una superficie total de 16.57 km², de la cual 12.08 km² corresponden a tierra firme y (27.11%) 4.49 km² es agua.

## Demografía
Según el censo de 2010, había 839 personas residiendo en Biron. La densidad de población era de 50,62 hab./km². De los 839 habitantes, Biron estaba compuesto por el 98.69% blancos, el 0.83% eran afroamericanos, el 0% eran amerindios, el 0% eran asiáticos, el 0% eran isleños del Pacífico, el 0% eran de otras razas y el 0.48% pertenecían a dos o más razas. Del total de la población el 0.83% eran hispanos o latinos de cualquier raza.